# CANZUK

CANZUKに含まれる国々。

CANZUK（カンザク）は、カナダ（Canada）、オーストラリア（Australia）、ニュージーランド（New Zealand）、イギリス（United Kingdom）の頭文字をとった国際的な連合構想である。これらの国の人口の大多数が英語を話すことに加えて、経済制度・法制度・連合・君主など様々な点で共通点がある。この構想は民間団体であるCANZUK Internationalによって提唱されており、主にイギリス保守派によって支持されている。

## 歴史

### 由来
1967年にウィリアム・デイビッド・マッキンタイア[英語版]の著書「Colonies into Commonwealth」にて使われた「CANZUK Union/カンザク連合」という言葉が初出である。
2015年、CANZUK諸国間の移民、貿易、外交政策協力を拡大するというアイデアが、CANZUK Internationalの創設者であり現在のCEOでもあるジェームズ・スキナーによって考案された。
2016年、ブレグジットとその過程によってヨーロッパ社会から孤立したイギリスでは、離脱を推進した保守派によってCANZUKの認識と支持が広がった。その理由として、EUでは主導権を握りづらかったが、CANZUKであれば握りやすいという意識があったためである。これは現代の植民地主義であるという批判もある。

### 4ヶ国の共通点
カナダ、オーストラリア、ニュージーランドは、かつてイギリスの植民地（→自治領）であった。この関係で4ヶ国は現在もコモンウェルスに属しており、チャールズ3世を君主としている。植民地時代の名残から、多くの制度にイギリスの制度と共通する箇所が見られる。
政治
議院内閣制に基づいた政治制度を採用している。
法制度
コモン・ローを基礎とした法制度が作られている。
言語
公用語に英語が含まれている。
宗教
クリスチャンが国民の一定の割合を占める。

## 比較
|              | カナダ                 | オーストラリア             | ニュージーランド                     | イギリス         |
| ------------ | ---------------------- | -------------------------- | ------------------------------------ | ---------------- |
| 国旗         |                        |                            |                                      |                  |
| かつての国旗 |                        |                            |                                      |                  |
| 人口         | 37,971,020人           | 25,522,169人               | 5,124,850人                          | 66,796,807人     |
| 面積         | 9,984,670km2           | 7,741,220km2               | 268,838km2                           | 243,610km2       |
| 人口密度     | 3.9人/km2              | 3.3人/km2                  | 18.3人/km2                           | 270.7人/km2      |
| EEZ          | 5,559,077km2           | 8,505,348km2               | 4,420,565km2                         | 6,805,586km2     |
| 首都         | オタワ                 | キャンベラ                 | ウェリントン                         | ロンドン         |
| 政体         | 連邦立憲君主制         | 連邦立憲君主制             | 立憲君主制                           | 立憲君主制       |
| 国王         | チャールズ3世          | チャールズ3世              | チャールズ3世                        | チャールズ3世    |
| 首相         | ジャスティン・トルドー | アンソニー・アルバニージー | クリストファー・ラクソン             | リシ・スナク     |
| 公用語       | 英語、フランス語       | 英語                       | 英語、マオリ語、ニュージーランド手話 | 英語             |
| 通貨         | カナダ・ドル           | オーストラリア・ドル       | ニュージーランド・ドル               | イギリス・ポンド |